# Kościół Niepokalanego Poczęcia Najświętszej Maryi Panny w Boguszowie-Gorcach
Kościół Niepokalanego Poczęcia Najświętszej Maryi Panny – rzymskokatolicki kościół parafialny należący do dekanatu Wałbrzych-Południe diecezji świdnickiej. Znajduje się w dzielnicy Kuźnice Świdnickie.
Jest to budowla wzniesiona w latach 1914-1917 w stylu neogotyckim. Kościół jest murowany, trzynawowy i posiada pseudoprezbiterium. Wieża świątyni - w dolnej części kwadratowa, a w górnej ośmioboczna, jest zwieńczona ostrosłupowym hełmem. elewacje są ozdobione lizenami i dekoracyjnym ceglanym fryzem. Okna i portal wyjściowy kościoła są ozdobione ostrołukami. Wewnątrz budowli znajdują się: kamienna chrzcielnica wykonana w XVII wieku oraz drewniana figura pochodząca z XVII - XVIII wieku. Pozostałe elementy wyposażenia zostały wykonane w 1917 roku i reprezentują styl neogotycki.